# Damdiny Süchbaatar

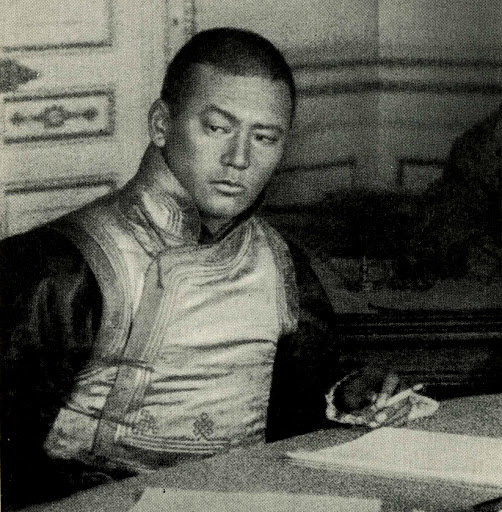
Süchbaatar um 1920

Damdiny Süchbaatar (mongolisch Сүхбаатар, ᠰᠦᠬᠡᠪᠠᠭᠠᠲᠤᠷ, geboren als Damdiny Süch, mongolisch Дамдины Сүхбаатар, meistens nur Süchbaatar, auch Süch, Suche-Bator) (* 2. Februar 1893; † 22. Februar 1923) gilt als ein Gründungsvater der Mongolischen Volksrepublik.

## Leben

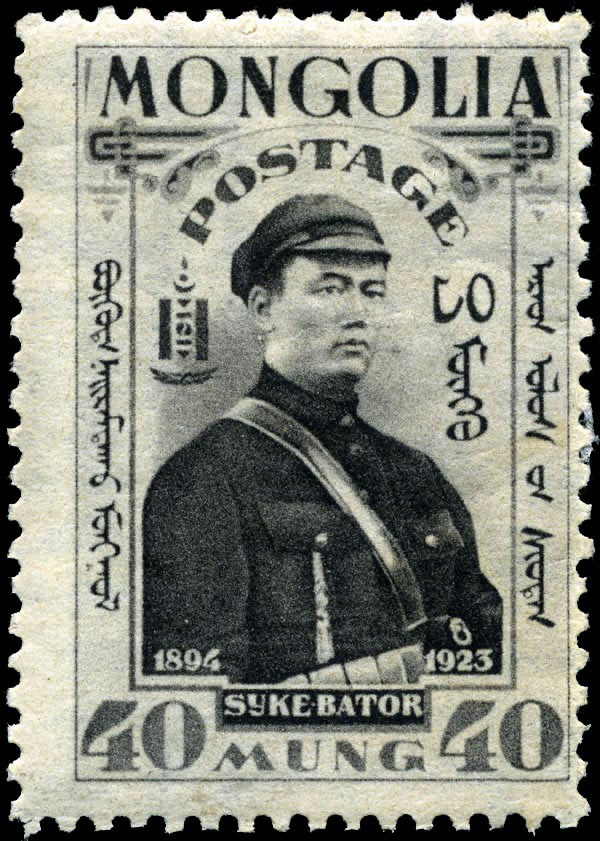
Süchbaatar auf einer mongolischen Briefmarke zu 40 Möngö, 1932

Süch („Axt“ auf Mongolisch) wurde wahrscheinlich in Urga (Örgöö, heute Ulaanbaatar) geboren und besuchte dort eine russische Schule. Die dabei erworbenen Sprachkenntnisse waren ihm später von Nutzen. 1911 trat er der Armee bei, wurde aber bald wegen Insubordination zum Austritt gezwungen. Er war mittel- und arbeitslos, bis er als einer der ersten Rekruten der neuen mongolischen Armee 1912 wieder einberufen wurde, wo er bis zum Rang eines Unteroffiziers der Reserve aufstieg.
Nachdem er sich in Grenzkonflikten mit der Republik China bewährt hatte, wurde er zum Offizier der Reserve befördert. Zu dieser Zeit erwarb er sich den Ruf eines Führungstalentes mit dem Übernamen Baatar (Held). Nach seiner Entlassung schloss er sich im Herbst 1918 einer sowjetisch-revolutionären Gruppe an, deren Anführer er wurde. Im darauffolgenden Jahr vereinte Süchbaatar seine Gruppe mit einer zweiten, welche Tschoibalsan gegründet hatte. Beide Gruppen flohen 1920 vor den zurückkehrenden chinesischen Truppen und sammelten sich mit etwa 50 Leuten in Sibirien zur weiteren militärischen Ausbildung bei der Roten Armee.
In der Zwischenzeit besetzte die Weiße Armee unter Führung von Roman von Ungern-Sternberg die Äußere Mongolei und rief am 13. März 1921 einen unabhängigen monarchistischen mongolischen Staat aus. Am gleichen Tag gründeten Süchbaatar und Tschoibalsan mit sowjetischer Unterstützung die Mongolische Revolutionäre Volkspartei sowie eine kommunistische Gegenregierung mit Süchbaatar als Kriegsminister. Ihre Truppen von 400 Mann wurden zur Mongolischen Revolutionären Volksarmee mit Süchbaatar als Oberbefehlshaber.
Wenig später marschierte Süchbaatar mit seiner 400-Mann Armee und mit Unterstützung von über 10.000 Rotarmisten in die Äußere Mongolei ein und besetzte innerhalb kurzer Zeit Urga. Die Sowjetunion etablierte daraufhin die Mongolische Revolutionäre Volkspartei als Regierungspartei, beließ es jedoch vorübergehend bei einer konstitutionellen Monarchie.
Süchbaatar starb 1923 an einer Krankheit. Einige Zeitzeugen (darunter Tschoibalsan) vermuteten, dass er vergiftet worden sei. Er wurde im Mausoleum Süchbaatarin Bunchan beigesetzt.

## Ehrungen
Die Regierung der 1924 gegründeten Mongolischen Volksrepublik erklärte Süchbaatar postum zum Helden. Nach ihm wurde ein Zentraler Platz in Ulaanbaatar benannt, auf dem eine Statue von ihm aufgestellt wurde. Nach Süchbaatar ist auch eine Stadt im Norden der Mongolei benannt sowie ein Aimag im Südosten des Landes. Er ist bis heute auf allen mongolischen Geldscheinen von 5–100 Tugrik abgebildet und es wurden mehrere Briefmarken mit seinem Abbild herausgegeben. Seine Witwe Süchbaataryn Jandschmaa wurde 1953 Staatspräsidentin der Mongolischen Volksrepublik.